# Ladislav Sutnar
Ladislav Sutnar (geboren 9. November 1897 in Pilsen, Österreich-Ungarn; gestorben 13. November 1976 in New York City) war ein tschechisch-amerikanischer Designer.

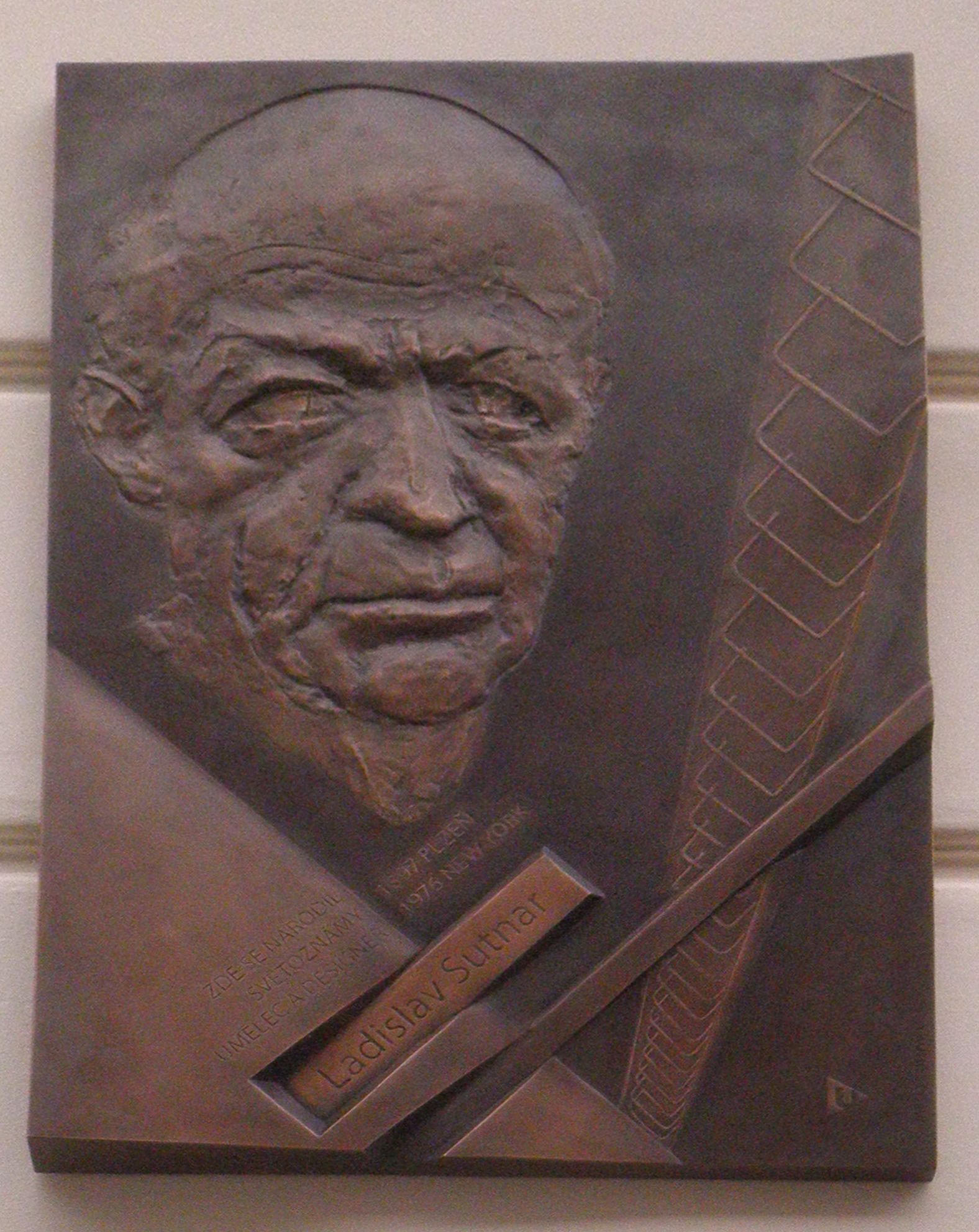
Gedenkplakette in Pilsen

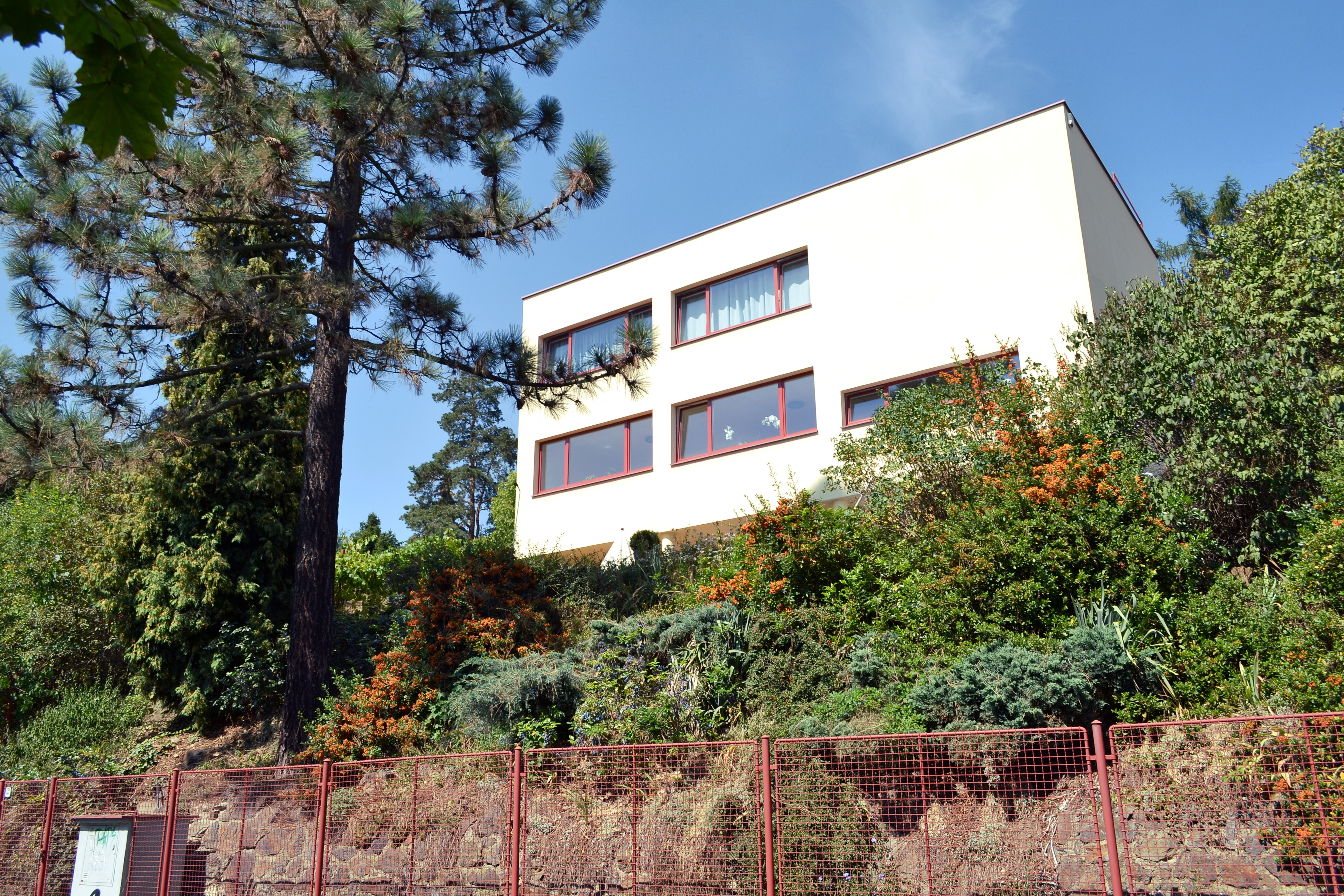
Sutnars Haus in Dejvice (Prag)

## Leben
Ladislav Sutnar studierte an der Schule für angewandte Kunst, der Karls-Universität und an der Tschechischen Hochschule in Prag. Von 1922 bis 1936 war er Lehrer an der Staatlichen Schule für Grafische Künste in Prag. 1932 wurde er zum Direktor der Schule ernannt und behielt das Amt, in Abwesenheit, bis 1946. Er gehörte zur Künstlergenossenschaft Artěl. Der Schwerpunkt seiner Arbeit lag auf dem Design von Massenprodukten in Glas, Porzellan, Metall und Textil, sowie von pädagogischem Spielzeug.
Die tschechoslowakische Regierung ließ sich ab 1926 durch ihn auf Ausstellungen der neuen Kunst vertreten, an deren Ausstellungsbauten, -pavillons und der Gestaltung er häufig auch unmittelbar beteiligt war. Für den Prager Verlag Družetevní Práce gestaltete er Bücher in einer neuen Typographie und war Herausgeber einer Architekturzeitschrift. Er erhielt auf der Exposició Internacional de Barcelona 1929 eine Goldmedaille. Er zog in die 1932 errichtete Werkbundsiedlung Baba (Dejvice). 1934 gestaltete Karel Teige eine Ausstellung mit Sutnars Arbeiten.
Für den Bau des tschechischen Pavillons auf der 1939 New York World’s Fair ging er als Chefdesigner in die USA, als im Februar 1939 die Tschechoslowakei vom Deutschen Reich zerschlagen wurde. Er blieb als Emigrant in den USA, konnte aber seine Familie nicht nachholen.
In den USA arbeitete er von 1941 an 20 Jahre lang als Designer für die Firma F.W. Dodge, deren F.W. Dodge’s Sweet’s Catalog Service Versandkataloge für Industrie- und Handelsunternehmen herstellte. Ein Großkunde war der Sanitärausrüster American Standard. Ein von Sutnar eingeführtes Katalogprinzip war die Indexierung, um dem Benutzer die Verwendung zu erleichtern, wobei er mit der Dewey-Dezimalklassifikation experimentierte.

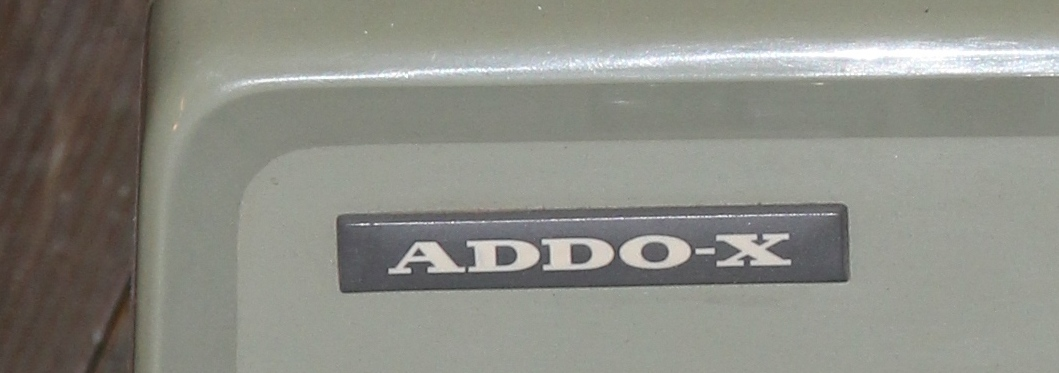
Schriftzug ADDO-X von Sutnar

Seit 1951 betrieb er in New York ein eigenes Designstudio unter dem Namen Sutnar Office, Philip Pearlstein arbeitete dort eine Zeit. Unter seinen Unternehmenskunden waren Vera scarves (Schals), Carr’s shopping plaza in New Jersey (Kundenorientierung und -führung im Supermarkt), der schwedische Büromaschinenhersteller AB Addo, dessen Firmennamen er typografisch „dynamisierte“.
Ende der 1950er Jahre arbeitete er für den Telefonmonopolisten Bell und entwarf Werbe- und Aufklärungsmaterial für die Umstellung des Telefonsystems auf regionale Vorwahlnummern. Er erleichterte damit den Kunden das Verständnis der Systemumstellung. In der Designgeschichte lange nicht gewürdigt und in der Rezeption von der oberflächlichen Umstellung des Firmenlogos 1968 durch Saul Bass verdrängt, erinnerte Richard Saul Wurman nach der Jahrtausendwende daran.
Sutnar entwickelte einen Satz typographischer und ikonographischer Werkzeuge, die es dem Benutzer ermöglichen sollten, sich im Meer von Informationen und Reizen zurechtzufinden. Er aktivierte auch den vorhandenen Vorrat an Satzzeichen, um damit Nachrichten zu visualisieren. Sutnar machte dabei offensichtliche Anleihen beim Konstruktivismus und El Lissitzkys Illustrationen zu Majakowskis Gedichtband Dlja Golosa. Das grafische Design und die Typografie wurden von ihm bewusst in die europäische Tradition der 1920er und 1930er Jahre gestellt.
Nach seinem Ausscheiden bei Sweet’s 1961 wurde seine Arbeit von Freunden aus dem Contemporary Art Center, New York in einer Wanderausstellung in den USA vorgestellt und ging danach in den Sammlungsbestand des Rochester Institute of Technology ein. Arbeiten von Sutnar wurden 1944 und 1968 im Rahmen von Ausstellungen des MoMA, das ihn auch in seiner ständigen Sammlung führt, gezeigt. Sutnars programmatisches Werk Visual Design in Action (1961) über Design und Designer betonte den Wert von Theorie in seinem Beruf: The designer must think first, work later.
Sutnar widmete sich im Alter wieder der Malerei, die er auch ausstellte.
Die Universität Pilsen verleiht zu seinem Gedenken den Ladislav-Sutnar-Preis.

## Schriften / Ausstellungskataloge (Auswahl)
- mit Karl Lönberg-Holm: Catalog design: new patterns in productiv information. Sweet’s Catalog Service, New York 1944.
- mit Karl Lönberg-Holm: Designing information. Whitney Publications, New York 1947.
- mit Karl Lönberg-Holm: Catalog Design Progress. Sweet’s Catalog Service, New York 1950.
- Design for Point of Sale. Pellegrini & Cudahy, New York 1952.
- Package Design. Arts, Inc., New York 1953.
- Visual Design in Action. Hastings House, New York 1961.
- Iva Janáková (Hrsg.): Prague – New York: design in action. Ausstellung Prag 2003
  - Ladislav Sutnar. Designer zwischen zwei Welten, Ausstellung in Neues Museum - Staatliches Museum für Kunst und Design in Nürnberg (NMN) 2004
- Matthew S. Witkovsky; Jared Ash: Avant-garde art in everyday life: early-twentieth-century European modernism. Ausstellung im Art Institute of Chicago. Yale University Press, Chicago 2011.